# 2004年欧州議会議員選挙 (スロバキア)
2004年欧州議会議員選挙（2004ねんおうしゅうぎかいぎいんせんきょ）は、欧州連合EUの議会である欧州議会を構成する欧州議会議員を選出するため2004年6月10日～13日の四日間にわたって欧州連合加盟25カ国で行われた欧州地域の選挙である。5月1日に欧州連合に加盟したばかりのスロバキア共和国では最終日の6月13日に実施された。本稿ではスロバキア共和国における欧州議会議員選挙の結果について取り上げる。

## 選挙概要
- 議員定数：14議席
- 選挙権：18歳以上
- 被選挙権：21歳以上
- 議員任期：5年
- 選挙制度：比例代表制（ドループ式）
- 選挙区：全国を1選挙区とする。
- 投票方法：有権者は投票用紙に記載されている政党名簿のいずれか一つを選択して投票する。名簿に掲載されている候補者には順位が割り振られているが、有権者は名簿に掲載されている候補者の内4名を選んで投票することができる（優先投票）。優先投票の数が一定基準に達した候補者は、名簿の上位に繰り上がることが出来る。
- 阻止条項:全国で有効投票の5％以上。

## 選挙結果
投票日：2004年6月13日
| 登録有権者     | 4,210,463 |
| 投票用紙発行数 | 714,508   |
| 投票数         | 713,308   |
| 投票率         | 16.96%    |
| 有効投票数     | 701,595   |
| 有効投票率     | 98.35%    |

| 政党                                       | 得票数  | 得票率 | 議席数 | 議席率 |
| ------------------------------------------ | ------- | ------ | ------ | ------ |
| スロバキア民主・キリスト教連合 SDKÚ        | 119,954 | 17.09  | 3      | 21.43  |
| 人民党・民主スロバキア運動 ĽS-HZDS         | 119,582 | 17.04  | 3      | 21.43  |
| スメル（第三の道） SMER（tretia cesta）    | 118,535 | 16.89  | 3      | 21.43  |
| キリスト教民主運動 KDH                     | 113,655 | 16.19  | 3      | 21.43  |
| ハンガリー人連立党 SMK-MKP                 | 92,927  | 13.24  | 2      | 14.29  |
| 新市民同盟 ANO                             | 32,653  | 4.65   | 0      | 0.00   |
| スロバキア共産党 KSS                       | 31,908  | 4.54   | 0      | 0.00   |
| 自由フォーラム SF                          | 22,804  | 3.25   | 0      | 0.00   |
| スロバキア国民党 SNS, P SNS                | 14,150  | 2.01   | 0      | 0.00   |
| 民主主義のための連合運動、民族連合 HZD, ĽÚ | 11,914  | 1.69   | 0      | 0.00   |
| 市民保守党 OKS                             | 7,060   | 1.00   | 0      | 0.00   |
| 有効投票1％以上を得た政党のみ掲載          |         |        |        |        |

- 出典
  - スロバキア統計局「volbyep2004」（英語版）
  - 北海道大学スラブ研究センター専任研究員林忠行「スロヴァキアの選挙データ」（エクセル）。西南大学法学部教員仙石学サイト内「ポスト社会主義国の選挙･政党データ(ベータ版)」。
  - ポスト 社会主義諸国の政党・選挙データベース作成研究会 編『CIAS Discussion Paper No.9 ポスト社会主義諸国 政党・選挙ハンドブックⅠ』（京都大学地域研究統合情報センター）